# Cameo

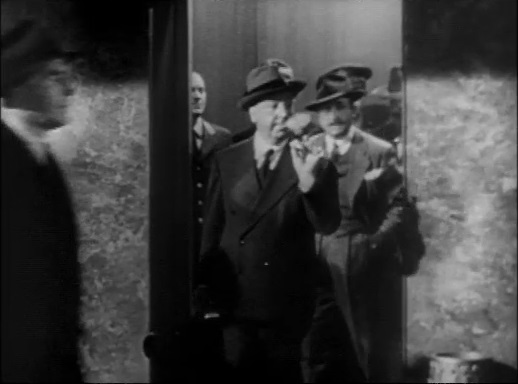
Alfred Hitchcock jako cameo w filmie Urzeczona (1945)

Cameo – krótki udział znanej osobistości (np. aktora, muzyka lub polityka) w filmie, serialu lub w grze komputerowej, ograniczony do roli statysty bądź postaci epizodycznej. Często osoba taka nie jest wymieniona w czołówce bądź też w napisach końcowych.

## Przykłady cameo
- Angielski reżyser Alfred Hitchcock miał w zwyczaju pojawiać się w swoich produkcjach w rolach cameo[2] (w późniejszych latach wzorował się na nim Stanisław Bareja[3]). Pierwszym takim filmem był Lokator (1927)[4].
- Film Gracz (1992, reż. Robert Altman) został w znacznym stopniu oparty na rolach cameo. W filmie, poza główną obsadą, wystąpili też: Anjelica Huston, Bruce Willis, Burt Reynolds, Cher, Jack Lemmon, Jeff Goldblum, John Cusack, Julia Roberts, Lily Tomlin, Malcolm McDowell, Nick Nolte oraz Peter Falk[5].
- W filmie Samotnicy (1992, reż. Cameron Crowe) w roli cameo wystąpili muzycy zespołów z Seattle – Alice in Chains, Pearl Jamu i Soundgarden[6][7].
- W 2007 Jennifer Aniston wcieliła się w postać Tiny Harrod w amerykańskim serialu telewizyjnym Dirt (2007–2008)[5].
- W 2008 Britney Spears wcieliła się w postać Abby w amerykańskim serialu telewizyjnym Jak poznałem waszą matkę (2005–2014)[5].
- W 2010 aktywistka Erin Brockovich wcieliła się w rolę kelnerki w filmie opartym na jej biografii, w którym sportretowała ją Julia Roberts[8].
- W 2015 Daniel Craig wcielił się w rolę szturmowca w filmie Gwiezdne wojny: Przebudzenie Mocy (2015, reż. J.J. Abrams)[8].
- Amerykański scenarzysta i producent Stan Lee był znany z ról cameo dzięki występom w 28 filmach z uniwersum Marvela, w tym w produkcjach z Filmowego Uniwersum Marvela (FUM)[9][10].